# Robur et Fides Varese
La Robur et Fides Varese è una società di pallacanestro maschile di Varese.
Partecipa al campionato interregionale di Serie B2 e disputa i campionati giovanili previsti dalla Federazione Italiana Pallacanestro.

## Storia

Palazzetto di Masnago, 3 dicembre 1972, derby di Varese. Ignis-Gamma Robur

In passato, ha disputato alcuni campionati di Serie A nazionale. All'inizio degli anni Sessanta ha raggiunto l'apice del prestigio, partecipando a due campionati di massima serie nazionale. Il primo nel 1962-63 con il nome Prealpi sotto la guida di Enrico Garbosi conquistando il quarto posto e il secondo l'anno successivo con il nome Algor Varese. L'ultima apparizione nella massima serie è datata stagione 1972-73 con il nome Gamma con allenatore Gianni Asti.
Dal vivaio della società sono emersi diversi giocatori, poi affermatisi a livello nazionale ed internazionale. Tra essi: Francesco Vescovi, Davide Bianchi, Daniele Biganzoli, Riccardo Caneva, Niccolò Martinoni, Andrea Marusic, Aldo Ossola, Marco Passera, Davide Rosignoli, Edoardo Rusconi, Luigi Mentasti, Martino Rovera.
Ha vinto la Coppa Italia di Serie B Dilettanti 2006 e Coppa Italia di Serie B Dilettanti 2011.

## Palmarès
- Coppa Italia LNP di Serie B2: 2

2005-06, 2010-11